# Hidrotimetria
La hidrotimetria és una tècnica analítica dissenyada per a la determinació de la duresa de l'aigua a partir de la capacitat per precipitar sabons.
L'etimologia prové dels mots grecs Yδωρ, hidro, aigua; τιμἠ, valor; i μετρία, metria, mesura. És a dir, mesura del valor de l'aigua.
Aquesta tècnica fou inventada pels químics francesos Antoine François Boutron-Charlard (1796-1879) i Félix Boudet (1806-1878), membres del Consell de Salubritat de París, el 1856. A partir d'uns estudis del químic escocès Thomas Clark (1801-1867), de la Universitat d'Aberdeen, del 1841. Actualment no s'empra als laboratoris, ja que ha estat desplaçada per les valoracions complexomètriques. Tanmateix és un mètode ràpid que no requereix instrumental delicat i s'empra per a determinacions de la duresa de l'aigua in situ quan no cal una precisió elevada.

## Tècnica
Es dipositen dins un flascó hidrotimètric 40 ml de l'aigua a analitzar. Seguidament mitjançant una bureta de Boudron-Boudet graduada s'addicionen gotes de 0,1 ml de la dissolució de Boutron-Boudet, després de cada addició es tapa el flascó i s'agita entre 30 i 40 vegades. Si no es forma espuma, s'ha de seguir addicionant gotes de la dissolució. S'acaba l'addició quan es forma espuma persistent almenys 2 minuts. A partir del nombre de gotes es pot determinar la duresa emprant l'equivalència 1 gota = 0,1 ml dissolució de Boutron-Boudet = 1 º francès = 10 mg CaCO₃/L.